# 奧克斯納德
奧克斯納德 （英語：Oxnard）是美國加利福尼亞州文圖拉縣最大的城市，臨太平洋。面積94.8平方公里，2006年人口184,463人。
1903年6月30日建市。